# Manuel Aaron
Manuel Aaron  (30 de dezembro de 1935) foi o primeiro GMI indiano na tradição moderna. Ele dominou o xadrez na Índia entre as décadas de 60 e 80, sendo campeão nacional nove vezes entre 1959 e 1981.